# Джубб-Джаннин
Джубб-Джаннин, Джубб-Дженин (араб. جب جنين‎) — небольшой город на юго-востоке Ливана, на территории провинции Бекаа. Административный центр района Западная Бекаа.

## География
Город находится в южной части провинции, в долине Бекаа, на левом берегу реки Литани, на расстоянии приблизительно 24 километров к юго-юго-западу (SSW) от города Захле и на расстоянии 36 километров к юго-востоку от столицы страны Бейрута. Абсолютная высота — 1009 метров над уровнем моря.

## Археология
В окрестностях Джубб-Джанина были обнаружены артефакты, относящиеся к периоду нижнего палеолита. Вместе с орудиями из сирийских стоянок Латамне и Эль-Мейрах их выделяют в особый тип ашельской культуры Леванта (Восточного Средиземноморья), известный также как «фация Латамне». Такой тип индустрии основан на концепции «режущего острия», заключающейся в производстве грубых остроконечных бифасов типа фикронов и пик с тремя гранями.

## Муниципалитет
Площадь одноимённого городу муниципалитета составляет 15,75 км² (1575 га). На территории муниципалитета находятся 6 школ (4 государственных и 2 частных), а также одно негосударственное лечебное учреждение.